# موزه تاریخ تمدن کانادا
موزه تاریخ تمدن کانادا (فرانسوی: Musée canadien de l’histoire‎) یک موزه ملی در کانادا است که راجع به تاریخ انسان و تمدن به ویژه تاریخ کانادا می‌باشد. این موزه در گاتینو واقع در استان کبک و در کنار رود اتاوا است. این موزه از ۳ بخش تشکیل شده‌است.